# Sporting Clube da Covilhã
Lo Sporting Clube da Covilhã, comunemente noto come Sporting da Covilhã, è una società calcistica portoghese con sede nella città di Covilhã. Milita nella Terceira Liga, la terza divisione del campionato portoghese. Il club è stato fondato nel 1923 col soprannome di Leões da Serra, che significa "Leoni della catena montuosa", a causa della posizione di Covilhã nella Serra de Estrela, le montagne più alte in Portogallo. Nel 2007-08 hanno vinto la Seconda Divisione portoghese, finendo prima nei play-off e battendo il Chaves. L'impianto casalingo è l'Estádio Municipal José Santos Pinto, che si trova a circa 900 m di altitudine. Tuttavia, la società gioca a volte nel recente Complexo Desportivo da Covilhã in Covilhã, che detiene una capacità di 3 000 spettatori. L'attuale presidente è José Oliveira Mendes e l'attuale manager è Daúto Faquirá. Ha vinto cinque Segunda Liga nel 1948, 1958, 1987 (secondo livello), 2002 e 2005 (terzo livello).

## Palmarès

### Competizioni nazionali
- Segunda Divisão: 5

1947-1948, 1957-1958, 1986-1987, 2001-2002, 2004-2005

### Altri piazzamenti
- Coppa del Portogallo:

Finalista: 1956-1957
Semifinalista: 1948-1949
- Taça Ribeiro dos Reis:

Terzo posto: 1963-1964

## Allenatori
- Vieira Nunes (1985–1988)
- Vieira Nunes (1995–1996)
- António Jesus (1996–1997)
- Vieira Nunes (1997)
- António Jesus (1999–2000)
- Henrique Nunes (2000–2001)
- João Cavaleiro (2002–2004)
- Fernando Pires (2004–2005)
- José Dinis (2005–2006)
- João Salcedas (2006)
- Vítor Cunha (2006–2007)
- Rui França (2007–2008)
- Álvaro Magalhães (2008)
- Hélio Sousa (2008–2009)
- João Eusébio (2009)
- Nicolau Vaqueiro (2009–2010)
- João Salcedas (2010)
- João Pinto (2010–2011)
- Tulipa (2011–2012)
- Nascimento (2012)
- Filipe Moreira (2012–oggi)

## Calciatori
Alcuni ex giocatori famosi sono:
- Fernando Cabrita
- Rui Barros
- Jorge Humberto
- Carlos Carneiro
- César Brito
- Nuno Coelho
- Tarantini
- Pizzi
- Josué
- Marco Abreu
- Piguita
- Kabwe Kasongo
- André Simonyi
- Alireza Haghighi
- Jason Davidson

## Statistiche e record
| Stagione | Divisione | Posizione | Pl | V  | P  | S  | GF | GS | P  | Coppa         | Campionato        | Notes      |
| -------- | --------- | --------- | -- | -- | -- | -- | -- | -- | -- | ------------- | ----------------- | ---------- |
| 1948–49  | 1D        | 11        | 26 | 9  | 2  | 15 | 50 | 59 | 20 | Semi Finale   |                   |            |
| 1949–50  | 1D        | 6         | 26 | 10 | 5  | 11 | 55 | 70 | 25 |               |                   |            |
| 1950–51  | 1D        | 6         | 26 | 13 | 0  | 13 | 62 | 53 | 26 | Round 1       |                   |            |
| 1951–52  | 1D        | 6         | 26 | 10 | 5  | 11 | 35 | 52 | 25 | Quarti Finale |                   |            |
| 1952–53  | 1D        | 10        | 26 | 7  | 6  | 13 | 38 | 54 | 20 | Quarti Finale |                   |            |
| 1953–54  | 1D        | 7         | 26 | 10 | 8  | 8  | 43 | 39 | 28 | Round 1       |                   |            |
| 1954–55  | 1D        | 12        | 26 | 8  | 4  | 14 | 32 | 53 | 20 | Round 1       |                   |            |
| 1955–56  | 1D        | 5         | 26 | 11 | 7  | 8  | 52 | 44 | 29 | Round 1       |                   |            |
| 1956–57  | 1D        | 13        | 26 | 7  | 4  | 15 | 33 | 62 | 18 | Runners-up    |                   | Retrocesso |
| 1958–59  | 1D        | 8         | 26 | 9  | 4  | 13 | 43 | 65 | 22 | Round 1       |                   |            |
| 1959–60  | 1D        | 9         | 26 | 8  | 6  | 12 | 32 | 49 | 22 | Round 3       |                   |            |
| 1960–61  | 1D        | 9         | 26 | 8  | 5  | 13 | 27 | 55 | 21 | Round 1       |                   |            |
| 1961–62  | 1D        | 13        | 26 | 6  | 5  | 15 | 30 | 48 | 17 | Round 1       |                   | Retrocesso |
| 1985–86  | 1D        | 16        | 30 | 5  | 7  | 18 | 23 | 61 | 17 | Round 2       |                   | Retrocesso |
| 1986–87  | 2D        | 1         | –  | –  | –  | –  | –  | –  | –  | Round 6       |                   | Promosso   |
| 1987–88  | 1D        | 20        | 38 | 5  | 11 | 22 | 30 | 70 | 21 | Round 5       |                   | Retrocesso |
| 1989–90  | 2DS       | 10        | 34 | 15 | 3  | 16 | 39 | 43 | 33 | Round 2       |                   |            |
| 1990–91  | 2DS       | 16        | 34 | 6  | 10 | 18 | 31 | 47 | 22 | Round 2       |                   |            |
| 1991–92  | 2DS       | 9         | 38 | 14 | 11 | 13 | 42 | 38 | 39 | Round 3       |                   | Retrocesso |
| 1992–93  | 3DS       | 2         | 34 | 21 | 7  | 6  | 53 | 19 | 49 | Round 2       |                   | Promosso   |
| 1993–94  | 2DS       | 16        | 34 | 6  | 14 | 14 | 35 | 48 | 26 | Round 2       |                   | Retrocesso |
| 1994–95  | 3DS       | 2         | 34 | 22 | 7  | 5  | 62 | 22 | 51 | Round 2       |                   | Promosso   |
| 1995–96  | 2DS       | 1         | 34 | 22 | 7  | 5  | 53 | 24 | 73 | Round 3       |                   | Promosso   |
| 1996–97  | 2H        | 16        | 34 | 9  | 11 | 14 | 30 | 41 | 38 | Round 3       |                   | Retrocesso |
| 1997–98  | 2DS       | 2         | 34 | 20 | 7  | 7  | 67 | 26 | 67 | Round 2       |                   |            |
| 1998–99  | 2DS       | 1         | 34 | 19 | 10 | 5  | 49 | 27 | 67 | Round 4       |                   | Promosso   |
| 1999–00  | 2H        | 18        | 34 | 5  | 10 | 19 | 23 | 48 | 25 | Round 5       |                   | Retrocesso |
| 2000–01  | 2DS       | 2         | 36 | 23 | 9  | 4  | 68 | 23 | 78 | Round 3       |                   |            |
| 2001–02  | 2DS       | 1         | 38 | 23 | 11 | 4  | 64 | 26 | 80 | Round 2       |                   | Promosso   |
| 2002–03  | 2H        | 11        | 34 | 11 | 12 | 11 | 37 | 33 | 45 | Round 6       |                   |            |
| 2003–04  | 2H        | 17        | 34 | 8  | 5  | 21 | 39 | 55 | 29 | Round 4       |                   | Retrocesso |
| 2004–05  | 2H        | 1         | 36 | 19 | 12 | 5  | 61 | 32 | 69 | Round 3       |                   | Promosso   |
| 2005–06  | 2H        | 14        | 34 | 10 | 12 | 12 | 37 | 42 | 42 | Round 5       |                   | Retrocesso |
| 2006–07  | 2DS       | 4         | 26 | 12 | 7  | 7  | 48 | 25 | 43 | Round 4       |                   |            |
| 2007–08  | 2DS       | 1         | 26 | 17 | 4  | 5  | 49 | 20 | 55 | Round 3       |                   | Promosso   |
| 2008–09  | 2H        | 7         | 30 | 10 | 10 | 10 | 42 | 42 | 40 | Round 3       | First Group Stage |            |
| 2009–10  | 2H        | 14        | 30 | 7  | 9  | 14 | 35 | 49 | 30 | Round 3       | First Group Stage |            |
| 2010–11  | 2H        | 14        | 30 | 9  | 5  | 16 | 32 | 48 | 32 | Round 2       | First Group Stage |            |
| 2011–12  | 2H        | 15        | 30 | 7  | 11 | 12 | 22 | 29 | 32 | Round 4       | First Group Stage |            |

Div. = Division; 1D = Portuguese League; 2H = Liga de Honra; 2DS = Portuguese Second Division; 3DS = Portuguese Third Division

Pos. = Posizione; Pl = Incontri giocati; V = Vittoria; P = Pareggio; S = Sconfitta; GF = Goal Fatti; GS = Goal Subiti; P = Punti

## Organico

### Rosa 2023-2024
Aggiornato al 28 dicembre 2023
| N. |                       | Ruolo | Calciatore      |
| -- | --------------------- | ----- | --------------- |
| 1  | Portogallo (bandiera) | P     | Igor Araújo     |
| 2  | Portogallo (bandiera) | D     | Vasco Coelho    |
| 3  | Brasile (bandiera)    | D     | Casagrande      |
| 4  | Ghana (bandiera)      | D     | Mohammed Adams  |
| 5  | Portogallo (bandiera) | D     | Zé Simão        |
| 6  | Portogallo (bandiera) | D     | Tiago Moreira   |
| 7  | Portogallo (bandiera) | C     | Traquina        |
| 8  | Portogallo (bandiera) | C     | Gilberto        |
| 9  | Portogallo (bandiera) | C     | Chico Cardoso   |
| 10 | Portogallo (bandiera) | C     | Zé Tiago        |
| 13 | Brasile (bandiera)    | C     | Michel          |
| 15 | Portogallo (bandiera) | C     | Diogo Ferreira  |
| 17 | Nigeria (bandiera)    | C     | Monsuru Opeyemi |

| N. |                       | Ruolo | Calciatore       |
| -- | --------------------- | ----- | ---------------- |
| 18 | Portogallo (bandiera) | C     | Bruninho         |
| 19 | Portogallo (bandiera) | C     | João Vasco       |
| 20 | Mozambico (bandiera)  | C     | Gildo            |
| 22 | Angola (bandiera)     | A     | Sandro Lopes     |
| 23 | Portogallo (bandiera) | D     | José Pereira     |
| 28 | Camerun (bandiera)    | C     | Vini Lontsi      |
| 71 | Portogallo (bandiera) | P     | João Gonçalo     |
| 87 | Capo Verde (bandiera) | C     | Rodrigo Ferreira |
| 88 | Portogallo (bandiera) | C     | Mário Borges     |
| 90 | Capo Verde (bandiera) | C     | Paulo Campos     |
| 99 | Nigeria (bandiera)    | A     | Elijah Benedict  |
|    | Portogallo (bandiera) | C     | Vasco Cunha      |

### Rosa 2022-2023
Aggiornato al 13 ottobre 2022
| N. |                          | Ruolo | Calciatore      |
| -- | ------------------------ | ----- | --------------- |
| 1  | Portogallo (bandiera)    | P     | Igor Araújo     |
| 2  | Portogallo (bandiera)    | D     | Diogo Rodrigues |
| 3  | Brasile (bandiera)       | D     | Casagrande      |
| 4  | Ghana (bandiera)         | D     | Mohammed Adams  |
| 5  | Corea del Sud (bandiera) | C     | Se-na Yang      |
| 7  | Capo Verde (bandiera)    | A     | Kukula          |
| 8  | Portogallo (bandiera)    | C     | Gilberto        |
| 10 | Portogallo (bandiera)    | C     | Zé Tiago        |
| 11 | Portogallo (bandiera)    | D     | Jorginho        |
| 12 | Brasile (bandiera)       | C     | Felipe Dini     |
| 14 | Portogallo (bandiera)    | D     | Jaime Simões    |
| 16 | Portogallo (bandiera)    | C     | Diogo Cornélio  |
| 18 | Argentina (bandiera)     | A     | Agustín Marsico |

| N. |                       | Ruolo | Calciatore         |
| -- | --------------------- | ----- | ------------------ |
| 19 | Colombia (bandiera)   | A     | Wilinton Aponzá    |
| 20 | Portogallo (bandiera) | D     | Tiago Moreira      |
| 22 | Mozambico (bandiera)  | C     | Gildo Vilanculos   |
| 23 | Portogallo (bandiera) | C     | Nuno Rodrigues     |
| 24 | Portogallo (bandiera) | P     | Bruno Bolas        |
| 26 | Argentina (bandiera)  | C     | Lucho Vega         |
| 33 | Portogallo (bandiera) | D     | Ângelo             |
| 45 | Nigeria (bandiera)    | C     | Sodiq Fatai        |
| 70 | Portogallo (bandiera) | C     | Traquina           |
| 71 | Brasile (bandiera)    | D     | Lucão              |
| 74 | Sudafrica (bandiera)  | D     | Kwenzokuhle Shinga |
| 80 | Capo Verde (bandiera) | C     | Zimbabwe           |
| 92 | Portogallo (bandiera) | P     | Vítor São Bento    |

### Rosa 2021-2022
Aggiornato al 24 novembre 2021
| N. |                         | Ruolo | Calciatore     |
| -- | ----------------------- | ----- | -------------- |
| 1  | Portogallo (bandiera)   | P     | Igor Araújo    |
| 3  | Portogallo (bandiera)   | D     | David Santos   |
| 4  | Portogallo (bandiera)   | D     | André Almeida  |
| 5  | Portogallo (bandiera)   | D     | Héliton        |
| 6  | Portogallo (bandiera)   | C     | Jorge Vilela   |
| 7  | RD del Congo (bandiera) | C     | Arnold Issoko  |
| 8  | Portogallo (bandiera)   | C     | Gilberto       |
| 9  | Portogallo (bandiera)   | A     | Diogo Almeida  |
| 10 | Brasile (bandiera)      | C     | Diego Medeiros |
| 11 | Brasile (bandiera)      | C     | Felipe Dini    |
| 12 | Brasile (bandiera)      | D     | Jean Felipe    |
| 13 | Portogallo (bandiera)   | D     | Joel           |
| 14 | Portogallo (bandiera)   | D     | Jaime Simões   |
| 15 | Australia (bandiera)    | C     | Ryan Teague    |

| N. |                          | Ruolo | Calciatore     |
| -- | ------------------------ | ----- | -------------- |
| 16 | Portogallo (bandiera)    | C     | Diogo Cornélio |
| 18 | Camerun (bandiera)       | C     | Nego Tembeng   |
| 20 | Portogallo (bandiera)    | D     | Tiago Moreira  |
| 21 | Portogallo (bandiera)    | C     | Ricardo Vaz    |
| 22 | Brasile (bandiera)       | P     | Leonardo       |
| 24 | Portogallo (bandiera)    | P     | Bruno Bolas    |
| 26 | Brasile (bandiera)       | D     | Lucas Barros   |
| 27 | Portogallo (bandiera)    | A     | Devid          |
| 30 | Camerun (bandiera)       | C     | Frank Angong   |
| 37 | Brasile (bandiera)       | C     | Thiaguinho     |
| 41 | Corea del Sud (bandiera) | C     | Se-na Yang     |
| 88 | Nigeria (bandiera)       | C     | Ahmed Isaiah   |
| 99 | Brasile (bandiera)       | A     | Jô             |
|    | Portogallo (bandiera)    | C     | Chico Cardoso  |

### Rosa 2020-2021
Aggiornato al 20 marzo 2021
| N. |                       | Ruolo | Calciatore     |
| -- | --------------------- | ----- | -------------- |
| 1  | Portogallo (bandiera) | P     | Igor Araújo    |
| 2  | Portogallo (bandiera) | D     | Felipe Macedo  |
| 3  | Portogallo (bandiera) | D     | David Santos   |
| 4  | Portogallo (bandiera) | D     | André Almeida  |
| 6  | Portogallo (bandiera) | C     | Filipe Cardoso |
| 8  | Portogallo (bandiera) | C     | Gilberto Silva |
| 9  | Portogallo (bandiera) | A     | Areias         |
| 10 | Portogallo (bandiera) | C     | João Cardoso   |
| 12 | Brasile (bandiera)    | D     | Jean Felipe    |
| 13 | Portogallo (bandiera) | D     | Joel Vital     |
| 14 | Portogallo (bandiera) | D     | Jaime Simões   |
| 20 | Portogallo (bandiera) | D     | Tiago Moreira  |

| N. |                           | Ruolo | Calciatore         |
| -- | ------------------------- | ----- | ------------------ |
| 21 | Costa d'Avorio (bandiera) | C     | Lamine N'Dao       |
| 22 | Brasile (bandiera)        | P     | Leonardo Navacchio |
| 24 | Portogallo (bandiera)     | P     | Bruno Bolas        |
| 27 | Portogallo (bandiera)     | A     | Léo Cá             |
| 28 | Portogallo (bandiera)     | C     | Jorge Vilela       |
| 29 | Ghana (bandiera)          | A     | Inusah Adam        |
| 31 | Portogallo (bandiera)     | C     | Bernardo Martins   |
| 46 | Brasile (bandiera)        | A     | Gleison            |
| 50 | Brasile (bandiera)        | A     | Wendel             |
| 91 | Brasile (bandiera)        | A     | Deivison           |
| 99 | Camerun (bandiera)        | A     | Lewis Enoh         |
|    | Ghana (bandiera)          | C     | Abdul Wahab Hanan  |

### Rosa 2019-2020
Aggiornato al 19 febbraio 2020
| N. |                           | Ruolo | Calciatore         |
| -- | ------------------------- | ----- | ------------------ |
| 1  | Portogallo (bandiera)     | P     | Igor Araújo        |
| 3  | Portogallo (bandiera)     | D     | David Santos       |
| 4  | Portogallo (bandiera)     | D     | André Almeida      |
| 6  | Portogallo (bandiera)     | C     | Filipe Cardoso     |
| 7  | Portogallo (bandiera)     | C     | Tiago Morgado      |
| 8  | Portogallo (bandiera)     | C     | Gilberto Silva     |
| 10 | Portogallo (bandiera)     | C     | João Cardoso       |
|    | Nigeria (bandiera)        | A     | Emmanuel Evaristus |
| 13 | Portogallo (bandiera)     | D     | Joel Vital         |
| 14 | Portogallo (bandiera)     | D     | Jaime Simões       |
|    | Costa d'Avorio (bandiera) | C     | Lamine N'Dao       |
| 17 | Senegal (bandiera)        | A     | Abdoulaye Daffé    |

| N. |                           | Ruolo | Calciatore         |
| -- | ------------------------- | ----- | ------------------ |
| 19 | Portogallo (bandiera)     | D     | Tiago Moreira      |
| 24 | Portogallo (bandiera)     | P     | Bruno Bolas        |
| 27 | Portogallo (bandiera)     | A     | Léo Cá             |
| 29 | Ghana (bandiera)          | A     | Inusah Adam        |
| 81 | Costa d'Avorio (bandiera) | A     | Inters Gui         |
|    | Camerun (bandiera)        | A     | Lewis Enoh         |
|    | Brasile (bandiera)        | D     | Jean Felipe        |
|    | Camerun (bandiera)        | C     | Russel Sandio      |
|    | Colombia (bandiera)       | D     | Edwin Banguera     |
|    | Brasile (bandiera)        | D     | Felipe Macedo      |
|    | Portogallo (bandiera)     | A     | Jaime Pinto        |
|    | Brasile (bandiera)        | P     | Leonardo Navacchio |

### Rosa 2017-2018
| N. |                          | Ruolo | Calciatore      |
| -- | ------------------------ | ----- | --------------- |
| 1  | Portogallo (bandiera)    | P     | Igor Araújo     |
| 2  | Portogallo (bandiera)    | D     | João Dias       |
| 5  | Brasile (bandiera)       | D     | Alexandre Hans  |
| 7  | Portogallo (bandiera)    | A     | Aires Sousa     |
| 8  | Portogallo (bandiera)    | C     | Gilberto Silva  |
| 9  | Guinea-Bissau (bandiera) | A     | Amadu Turé      |
| 10 | Guinea-Bissau (bandiera) | A     | Adul Seidi      |
| 11 | Portogallo (bandiera)    | D     | Renato Reis     |
| 13 | Portogallo (bandiera)    | D     | Joel            |
| 14 | Mali (bandiera)          | C     | Mamadou Djikiné |
| 16 | Portogallo (bandiera)    | P     | Vítor São Bento |
| 17 | Portogallo (bandiera)    | D     | Reigones        |
| 18 | Brasile (bandiera)       | A     | Hudson Jesus    |

| N. |                       | Ruolo | Calciatore         |
| -- | --------------------- | ----- | ------------------ |
| 19 | Brasile (bandiera)    | C     | Índio Oliveira     |
| 20 | Nigeria (bandiera)    | C     | Sodiq Fatai        |
| 21 | Mali (bandiera)       | C     | Boubakary Diarra   |
| 23 | Portogallo (bandiera) | D     | Paulo Henrique     |
| 29 | Zambia (bandiera)     | C     | Moses              |
| 30 | Algeria (bandiera)    | D     | Kheireddine Zarabi |
| 32 | Brasile (bandiera)    | A     | Erivelto           |
| 55 | Portogallo (bandiera) | P     | Igor Rodrigues     |
| 67 | Mozambico (bandiera)  | D     | Reinildo Mandava   |
| 70 | Francia (bandiera)    | C     | Gaius Makouta      |
| 96 | Brasile (bandiera)    | D     | Gerson Silva       |
| 97 | Portogallo (bandiera) | A     | Raúl Almeida       |
| 98 | Brasile (bandiera)    | C     | Bonani             |

### Rosa 2016-2017
| N. |                        | Ruolo | Calciatore          |
| -- | ---------------------- | ----- | ------------------- |
| 1  | Portogallo (bandiera)  | P     | Igor Araújo         |
| 2  | Portogallo (bandiera)  | D     | Zé Pedro            |
| 6  | Mali (bandiera)        | C     | Mamadou Djikiné     |
| 7  | Portogallo (bandiera)  | A     | Luís Pinto          |
| 8  | Portogallo (bandiera)  | C     | Gilberto Silva      |
| 10 | Portogallo (bandiera)  | C     | Pintassilgo         |
| 11 | Paesi Bassi (bandiera) | A     | Wim Bokila          |
| 13 | Portogallo (bandiera)  | D     | Joel                |
| 14 | Ghana (bandiera)       | C     | Henry Medarious     |
| 17 | Portogallo (bandiera)  | A     | Adriano Castanheira |
| 18 | Portogallo (bandiera)  | A     | Cristian Ponde      |
| 19 | Portogallo (bandiera)  | D     | Ricardo Bouças      |

| N. |                          | Ruolo | Calciatore       |
| -- | ------------------------ | ----- | ---------------- |
| 20 | Ghana (bandiera)         | C     | Prince Agyemang  |
| 21 | Mali (bandiera)          | C     | Boubakary Diarra |
| 22 | Portogallo (bandiera)    | D     | Diogo Gaspar     |
| 26 | Francia (bandiera)       | C     | Bilel Aouocheria |
| 30 | Guinea-Bissau (bandiera) | D     | Agostinho        |
| 33 | Portogallo (bandiera)    | C     | Xeka             |
| 53 | Brasile (bandiera)       | C     | Flávio Paulino   |
| 77 | Portogallo (bandiera)    | A     | Flávio Silva     |
| 88 | Capo Verde (bandiera)    | C     | Kévin Oliveira   |
| 91 | Brasile (bandiera)       | C     | Davidson         |
| 99 | Portogallo (bandiera)    | P     | Pedro Taborda    |

### Rosa 2015-2016
| N. |                         | Ruolo | Calciatore       |
| -- | ----------------------- | ----- | ---------------- |
| 1  | Portogallo (bandiera)   | P     | Igor Araújo      |
| 2  | Portogallo (bandiera)   | D     | Zé Pedro         |
| 4  | Brasile (bandiera)      | D     | Victor Massaia   |
| 6  | Camerun (bandiera)      | C     | Nana Kouamou     |
| 7  | RD del Congo (bandiera) | C     | Elton Boketsu    |
| 8  | Portogallo (bandiera)   | C     | Gilberto Silva   |
| 9  | Capo Verde (bandiera)   | A     | Mailó            |
| 10 | Portogallo (bandiera)   | C     | Zé Tiago         |
| 11 | Brasile (bandiera)      | A     | Elenilson Garcia |
| 13 | Portogallo (bandiera)   | D     | Joel             |
| 14 | Ghana (bandiera)        | C     | Henry Medarious  |
| 17 | Portogallo (bandiera)   | D     | Edgar            |

| N. |                          | Ruolo | Calciatore       |
| -- | ------------------------ | ----- | ---------------- |
| 20 | Portogallo (bandiera)    | D     | Tiago Moreira    |
| 21 | Mali (bandiera)          | C     | Boubakary Diarra |
| 22 | Portogallo (bandiera)    | A     | Mateus           |
| 26 | Francia (bandiera)       | C     | Bilel Aouocheria |
| 30 | Guinea-Bissau (bandiera) | D     | Agostinho        |
| 33 | Portogallo (bandiera)    | C     | Xeka             |
| 53 | Brasile (bandiera)       | C     | Flávio Paulino   |
| 77 | Portogallo (bandiera)    | A     | Flávio Silva     |
| 88 | Capo Verde (bandiera)    | C     | Kévin Oliveira   |
| 91 | Brasile (bandiera)       | C     | Davidson         |
| 99 | Portogallo (bandiera)    | P     | Pedro Taborda    |

### Rosa 2014-2015
| N. |                       | Ruolo | Calciatore      |
| -- | --------------------- | ----- | --------------- |
| 1  | Portogallo (bandiera) | P     | Igor Araújo     |
| 4  | Brasile (bandiera)    | D     | Victor Massaia  |
| 5  | Portogallo (bandiera) | D     | Diogo Coelho    |
| 6  | Camerun (bandiera)    | C     | Nana Kouamou    |
| 7  | Portogallo (bandiera) | A     | Traquina        |
| 8  | Portogallo (bandiera) | C     | Zé Tiago        |
| 10 | Portogallo (bandiera) | C     | Carlos Manuel   |
| 11 | Brasile (bandiera)    | A     | Elenilson       |
| 13 | Portogallo (bandiera) | D     | Joel            |
| 14 | Mali (bandiera)       | C     | Mamadou Djikiné |
| 15 | Portogallo (bandiera) | C     | Vasco           |
| 17 | Portogallo (bandiera) | D     | Edgar           |
| 18 | Brasile (bandiera)    | C     | Tatui           |
| 19 | Portogallo (bandiera) | A     | Adriano         |

| N. |                          | Ruolo | Calciatore       |
| -- | ------------------------ | ----- | ---------------- |
| 20 | Portogallo (bandiera)    | D     | Tiago Martins    |
| 21 | Uganda (bandiera)        | A     | Luwagga Kizito   |
| 22 | Portogallo (bandiera)    | A     | Tiago Mendes     |
| 23 | Portogallo (bandiera)    | C     | Gilberto Silva   |
| 24 | Francia (bandiera)       | C     | Yannick Makota   |
| 26 | Francia (bandiera)       | A     | Bilel Aouocheria |
| 27 | Portogallo (bandiera)    | C     | Samuel Cruz      |
| 30 | Guinea-Bissau (bandiera) | D     | Agostinho        |
| 32 | Brasile (bandiera)       | A     | Erivelto         |
| 33 | Portogallo (bandiera)    | C     | Xeka             |
| 37 | Portogallo (bandiera)    | A     | Fábio Pais       |
| 53 | Brasile (bandiera)       | C     | Flávio Paulino   |
| 66 | Portogallo (bandiera)    | C     | Titan            |
| 99 | Portogallo (bandiera)    | P     | Pedro Taborda    |